# Csehimindszent

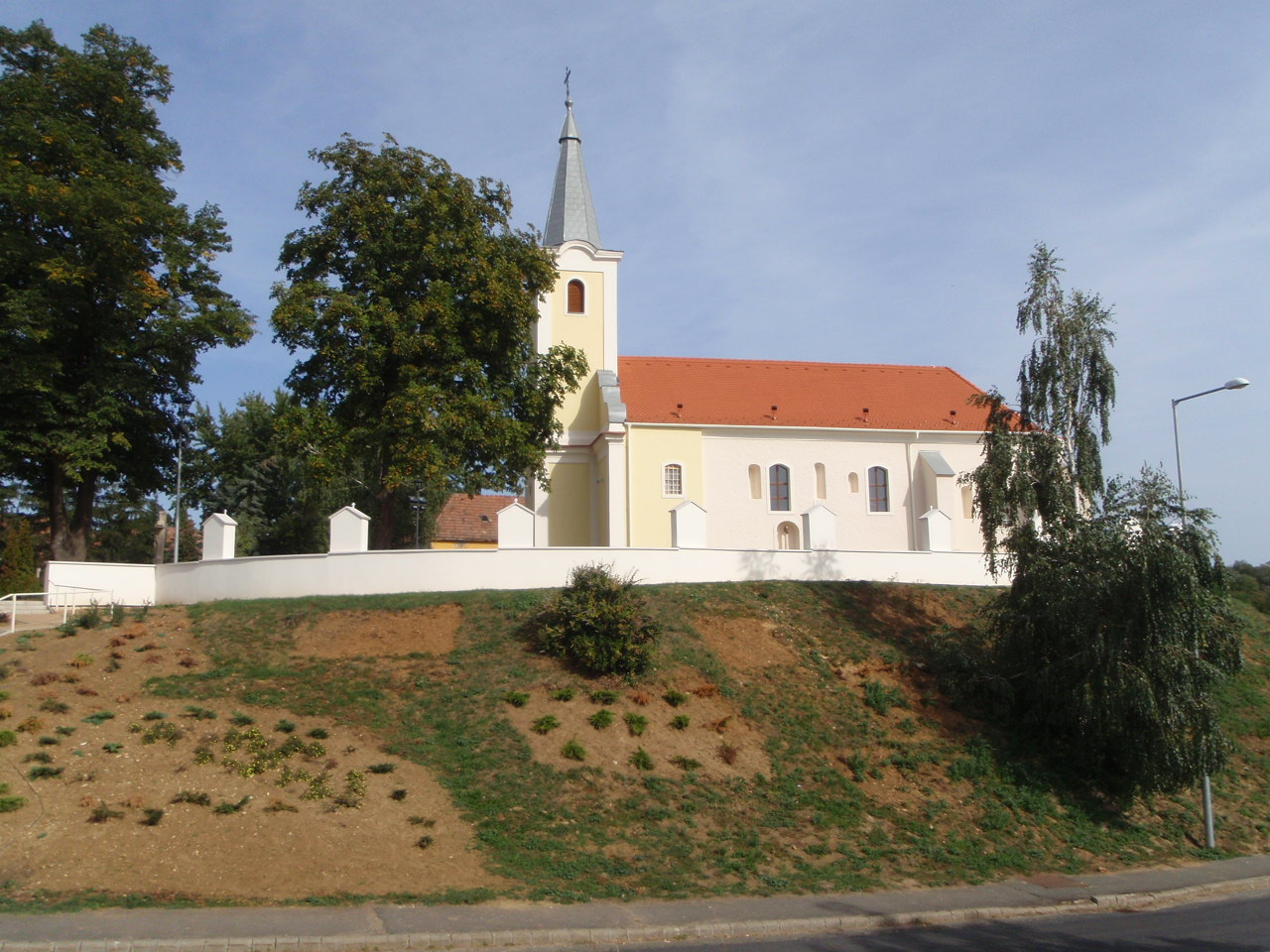
Mindszentek temploma és Kálvária

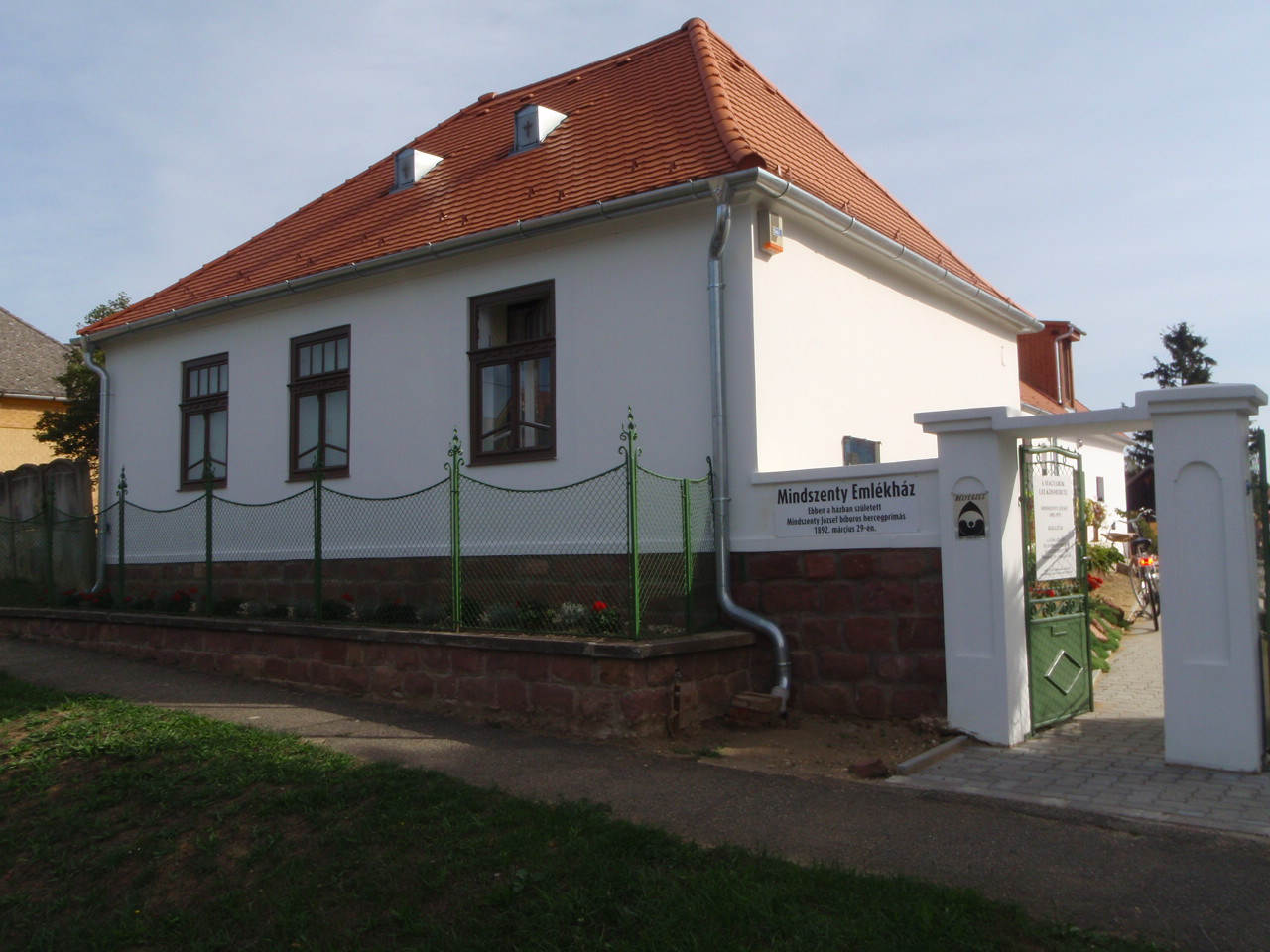
Mindszenty József szülőháza

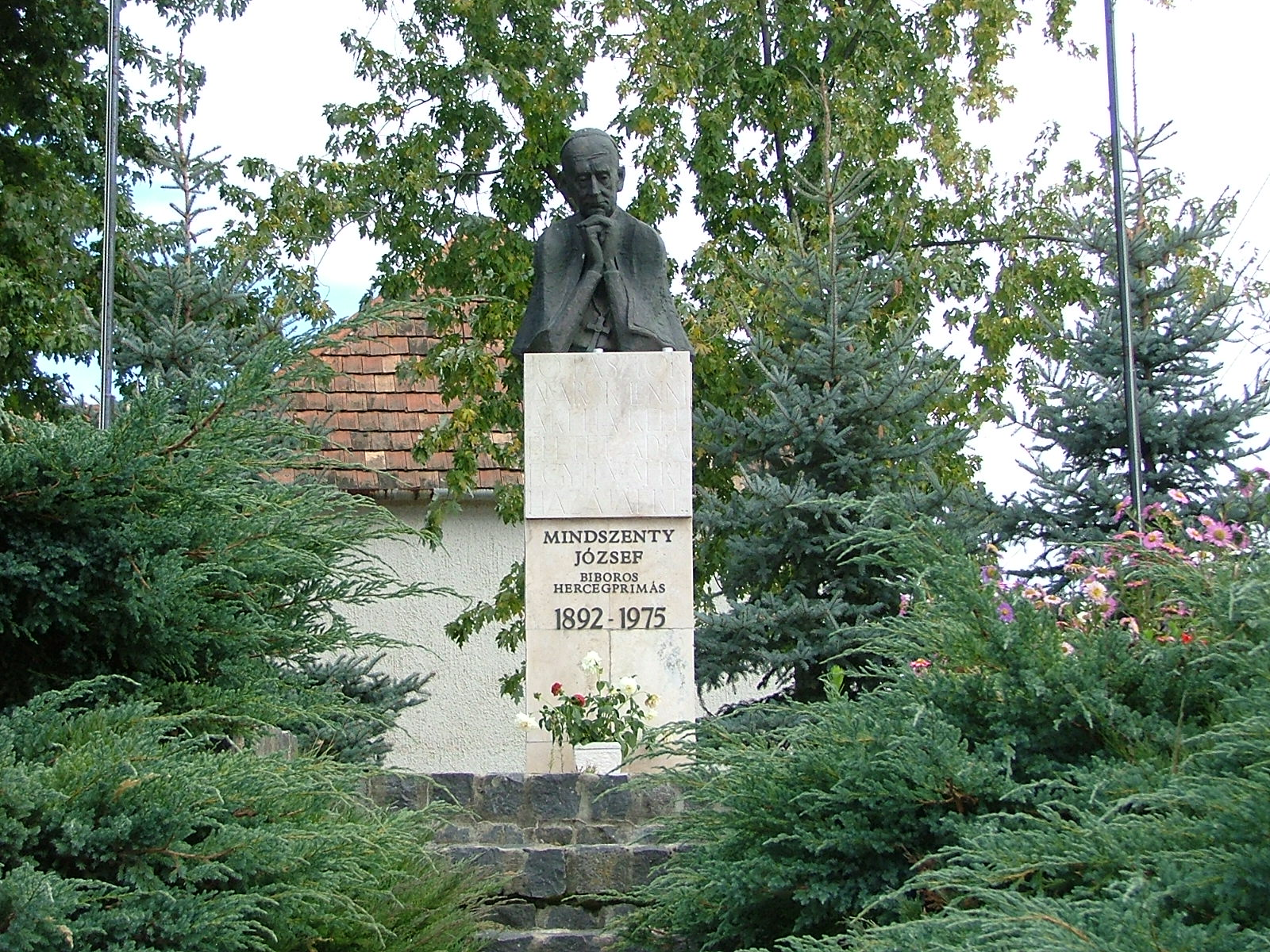
Mindszenty József szobra

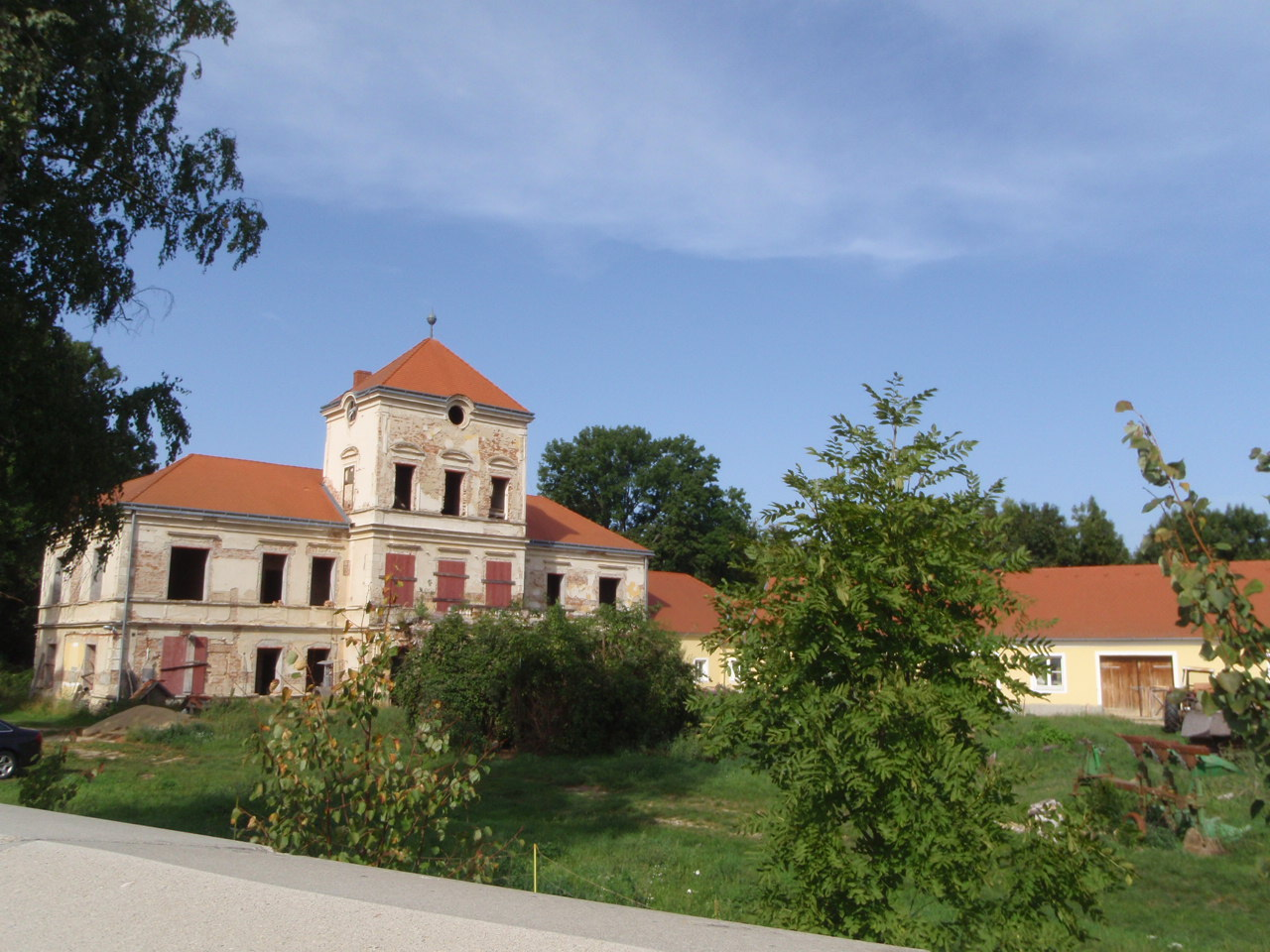
Mesterházy kastély Potypusztán

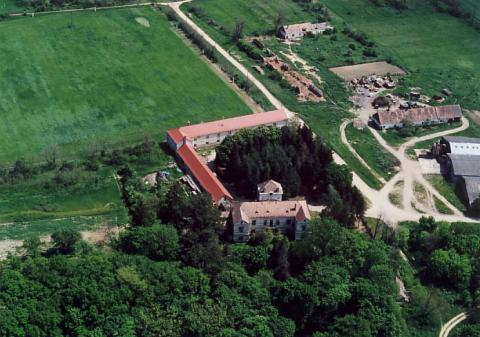
Mesterházy kastély Potypuszta, légifelvétel

Csehimindszent község Vas vármegyében, a Vasvári járásban. Nagy szülöttje tiszteletreméltó Mindszenty József (eredeti nevén Pehm József) bíboros, prímás, esztergomi érsek.

## Fekvése
A község Vas vármegye déli részén, a Kemenesháton, változatos domborzatú tájon fekszik, a folyó vízgyűjtőjén. Közigazgatási területe észak-déli irányban hosszan elnyúlik, így azt érinti a 8-as főút is. Belterületének legfontosabb útja a Batyk és Szemenye (a 7328-as út és a 8-as főút) között húzódó 7359-es út, de itt ér véget, az előbbibe csatlakozva a Csehi felől induló, rövidke 7382-es út is.
A falu lakott területe az egykori Katonák útjától délre fekszik a Széplaki-patak völgyében. A középkorban létrejött és egészen a 19. század végéig működő kapcsolatrendszerben a falu a Graz-Körmend-Rábahídvég–Vasvár–Sümeg történelmi országút közelében helyezkedett el. A 8-as főút kiépítésével ez a kapcsolat elvesztette addigi jelentőségét és Graz-Körmend-Vasvár-Székesfehérvár–Budapest irányultság lett belőle.
Csehimindszent út menti település, azaz útifalu. A belterülettől leszakadva, önállóan fejlődött Potypuszta és Potyrózsa major. Mindkét majorban álló épületek műemléki védelem alatt állnak. A két épületegyüttes közül a falu és a 8-as főút között fekvő Potyrózsa major azonban mára elnéptelenedett.
A községnek jelenleg 3 zártkerti településrésze van, ezek közül a Nagyhegy, Bükföldi Szőlők továbbra is kertek és gyümölcsösök, míg a Kishegy mára már lakóterületté alakult át. A falu határában lévő kiterjedt erdőségek és dombok kiváló vadászhellyé teszik elsősorban a szarvas tekintetében.
Érdekesség, hogy a települést érintette volna az 1847-ben tervezett Sopron-Kőszeg-Szombathely-Rum-Zalaszentgrót-Nagykanizsa vasútvonal.

## Története
Az emberi jelenlét legkorábbi emléke a településen 1877-ben került napvilágra, amikor Potypuszta közelében szőlőültetéskor kelta sírt találtak, a leletek a szombathelyi múzeumba kerültek. További régészeti kutatásra csak 1978-ban került sor a római katolikus templom műemléki helyreállítása kapcsán. A község területén egykoron több lakott hely is volt, melyek közül számos már korán elnéptelenedett.
Poty neve régi magyar személynévből keletkezett, az Árpád-kori eredetű falu köznemesi birtok volt. Feltehetően már a török kor előtt elnéptelenedett. Régészeti maradványai a potypusztai víztoronynál kerültek elő. Potypuszta 1272-ben szerepel oklevelekben.
Gönyök 1217-ben és 1409-ben említett falu a vasvári káptalané volt, minden bizonnyal már a török kor előtt elnéptelenedett. Emlékét a határ délnyugati szélén a Felső- és Alsó-Gönyök dűlő helynév őrzi.
Mindszent nevét temploma védőszentjéről kapta. 1314-ben szerepel a falu először, ekkor a Vasvári család osztozkodott részein. Az 1314-es oklevél szerint a Mindenszentek templom a Vasvári közös kegyurasága alatt maradt. 1359-ben és 1372-ben is említettek az okiratok plébániát. 1690-ben teljesen romos a templom.
Földesurai az Ostffyak voltak, akiknek itteni birtokaira 1436-ban Zsigmond magyar király adott új adománylevelet. A 16. század első felében a Dessewffy, a Polányi és a Török családok rendelkeztek itt birtokrészekkel, 1553-ban a falu házainak nagyobb része üresen áll a pestis miatt. A török időkben 1588-ban Pusztafalunak írták, amely csak 1678-ban települt újra. Plébániáját 1756-ban állították vissza. 1892-ben a településen élő kisnemesi családban született Mindszenty József bíboros, hercegprímás, esztergomi érsek.
A község terjeszkedéséről és növekedéséről a katonai felmérések által nyújtott információk adnak segítséget. A legrégebbi településrész a Fő utca Petőfi utcai torkolatától délre elterülő területek. A következő szakaszban északi irányba nyúlt a falu, amelynek következtében egészen a mai temetőig terjeszkedett.
A második világháborút követően az Arany János utca beépítése történt meg a kor divatja szerinti típusházas épületekkel.
A községben jelenleg körjegyzőség, óvoda, általános iskola, plébánia és zarándokház is működik.
2010-ben kezdődött el 208 millió forintból a szennyvíz-csatorna kiépítése. A községi csatorna és helyben épült tisztító átadására 2012. július 30-án került sor.

## Közélete

### Polgármesterei
- 1990–1994: Fukszberger Imre (SZDSZ)[6]
- 1994–1998: Fukszberger Imre (SZDSZ)[7]
- 1998–2002: Fukszberger Imre (SZDSZ)[8]
- 2002–2006: Fukszberger Imre (független)[9]
- 2006–2010: Fukszberger Imre (független)[10]
- 2010–2014: Fukszberger Imre Lóránt (független)[11]
- 2014–2019: Fukszberger Imre Lóránt (független)[12]
- 2019–2024: Fukszberger Imre Lóránt (független)[13]
- 2024– : Simonné Kovács Irén Mária (független)[1]

## Népesség
A település népességének változása:
| Lakosok száma | 363  | 361  | 360  | 344  | 333  | 331  | 324  |
|               | 2013 | 2014 | 2015 | 2021 | 2022 | 2023 | 2024 |

A 2011-es népszámlálás során a lakosok 97,5%-a magyarnak, 1,1% németnek, 24,7% cigánynak, 0,3% románnak mondta magát (1,4% nem nyilatkozott; a kettős identitások miatt a végösszeg nagyobb lehet 100%-nál). A vallási megoszlás a következő volt: római katolikus 89,6%, református 2,5%, felekezet nélküli 3,6% (4,4% nem nyilatkozott).
2022-ben a lakosság 88%-a vallotta magát magyarnak, 1,2% németnek, 1,2% cigánynak, 0,3% románnak, 0,3% ruszinnak, 0,3% ukránnak, 0,6% egyéb, nem hazai nemzetiségűnek (11,1% nem nyilatkozott; a kettős identitások miatt a végösszeg nagyobb lehet 100%-nál). Vallásuk szerint 56,8% volt római katolikus, 1,2% református, 0,3% görög katolikus, 0,3% ortodox, 2,7% egyéb keresztény, 1,5% egyéb katolikus, 1,2% felekezeten kívüli (36% nem válaszolt).

## Látnivalók

### Mindszenty József emlékek
A Fő utca 34. számú ház Mindszenty József szülőháza, ezt egy emléktábla is jelöli. A községben szobrot is emeltek az érsek emlékére. A plébánia épületében szálláshely és zarándokház található a Fő utca 40. alatt.

### Mindenszentekrómai katolikus templom
A Fő utca és Petőfi utca torkolatában álló templom korai elődjének első írásos említése 1314-ben volt. Egyike a Nyugat-Dunántúlon nyilvántartott 9 Mindenszentek templomának. A templom története a falu történetével összeforrt. A 16. században elpusztult a falu és a templom. 1690-ben teljesen romos. Az 1698-as Kazó féle vizitáció szerint újjáépítették, zsindellyel fedték. Ekkor még nem volt tornya. Az 1758-as Visitatio már említi tornyát. Hajója ekkor cseréppel fedett. A kegyúr, Festetics József jóvoltából sekrestye, oratórium és kórus épült. Az 1978-as falkutatás után helyreállították, a romanikus ablakot és a déli kaput feltárták. A templom belseje népies barokk, a főoltáron látható képet ifjabb Dorfmeister István festette.

### Mesterházy kastély, Potypuszta
A 18. században a tolnai gróf Festetics család volt itt birtokos, minden bizonnyal ennek valamelyik tagja emeltette Potypusztán azt a barokk stílusú kúriát, amiből kifejlődött a mai kastély.
Virág Zsolt Magyar Kastély lexikon, Vas megye kastélyai és kúriái címmel így ír az épületről: "A Festeticsek ezen ága (IV.) Pál és Károly személyében 1766-ban kapott magyar grófi címet, a "tolnai" nemesi előnevet a família 1746-ban kapta az uralkodótól. Festetics (IV.) Pál 1782-es halála után harmadik fiára, Festetics Jánosra szállt a baltavári uradalom részét képező Potypuszta, akitől a birtokot Rudolf nevű fia örökölte, ugyanis 1839-ben ő adta el a baltavári uradalmat a zalabéri Horváth családnak... ...A zalabéri Horváthok a birtokot kölcsönökkel terhelték meg, amelyet nem tudtak visszafizetni... 1870. július 20-án – két részre bontva elárvereztek... ...A birtokot 1871. július 17-én jegyezték Mesterházy nevére. 1876-78-ban Mesterházy (I.) Gyula a kúriát historizáló (eklektikus) stílusú kastéllyá építtette ki, oldalszárnyakkal és külön személyzeti lakásokkal bővíttette. Az addig téglalap alaprajzú rezidencia ekkor nyerte el mai U-alakját..."
1925-ben és 1935-ben is mankóbüki Balogh Aladárnét említették a rezidencia tulajdonosaként. A kastélyt 1929-ben felújították, új fürdőszobát alakítottak ki benne, és egy erkélyt helyeztek el a hátsó homlokzaton. 1945. után nem sokkal államosították.
Az államosított kastély tulajdonjogát az állam 1952-ben átadta az Országos Szakszervezetek Üdülési Osztályának, amely ekkor helyreállította és gyermeküdülő céljára átalakította az épületet. Az intézmény 1973-ig önálló SZOT-gyermeküdülőként működött, amelyet ekkor szervezetileg a mikosszéplaki üdülővel vontak össze.
A kastély a rendszerváltozást követően magántulajdonba került. A leromlott állagú épület felújítása megindult, az ablakokat kicserélték. Az egykori angol stílusú parkjának nagy részét felosztották, megmaradt a tó és az ősparkból egy kislevelű hársfa.

### Magtár, Potyrózsamajor
A 19. század végén virágzott fel Potyrózsa majorban a gazdasági élet. Ekkor létesült a magtár épülete is. A téglahomlokzatú, oromzatokkal ékesített épület jelenleg elhagyottan áll, küzd a természet elemeivel. Tetőzete több helyütt beszakadt, a növényzet már az épületben is kezd megjelenni. A belül boltíves földszintes helyiségek az egykori igényes tervezés bizonyítéka. A romos épület műemlék.
A környezetében egykoron álló cselédházak és állattartó telep vélhetően elenyésznek, helyüket erdőterületek foglalják el.